# کودو دای دو جوکو
کودو (به ژاپنی: 空道) یا دای‌دو جوکو (به انگلیسی: Daidōjuku) .(کودو دای‌دو جوکو) یک هنر رزمی ترکیبی ژاپنی است که در سال ۱۹۸۱ توسط تاکاشی آزوما بنیان‌گذاری شد. این سبک ترکیبی از بوکس، جودو و کاراته کیوکوشین برخی رشته‌های دیگر است و به عنوان یک رشته کاملاً غیرکنترلی و آزاد شناخته می‌شود. در کودو، ضربات با آرنج، زانو، کف دست، کشتی و حتی ضربه با سر مجاز هستند.
تاریخچه و فلسفه کودو :
کودو دای‌دو جوکو از فلسفه بودو(راه جنگجو) الهام گرفته است. این سبک نه‌تنها بر مهارت‌های مبارزه‌ای تأکید دارد، بلکه بر رشد ذهنی و اخلاقی نیز تمرکز می‌کند. فلسفه کودو شامل سه اصل مهم است:
1. موجو کان– نگرش به زندگی به عنوان چیزی گذرا و پوچ؛ هر چیزی که شکلی داشته باشد، روزی تغییر خواهد کرد.
2. سوگو زون – وابستگی متقابل؛ همه چیز به یکدیگر وابسته است و نباید خودپسند بود.
3. هوهن هوتو – ذهن باز، بی‌طرفی و لیبرالیسم؛ باید از تعصب دوری کرد و با ذهنی باز به مسائل نگاه کرد.
ویژگی‌های مبارزه در کودو :
کودو دای‌دو جوکو یک هنر رزمی تمام تماس است که در آن مبارزان از تجهیزات محافظ برای سر استفاده می‌کنند تا ایمنی حفظ شود. این سبک شامل:
- مبارزات ایستاده (مشت، لگد، ضربات زانو و آرنج)
- تکنیک‌های پرتابی(مانند جودو)
- مبارزات زمینی(قفل مفاصل، نگهداشتن‌ها و تسلیم کردن حریف)
- استفاده از ضربات آزاد بدون محدودیت‌های کنترلی.
کودو در ایران و جهان :
کودو دای‌دو جوکو در بیش از ۵۰ کشور جهان گسترش یافته است و به عنوان یک ورزش مادام‌العمر شناخته می‌شود. در ایران، این رشته تحت نظارت فدراسیون انجمن‌های ورزش‌های رزمی فعالیت می‌کند و کامرد اردلان نماینده رسمی سازمان جهانی کودو است
جمع‌بندی:
کودو دای‌دو جوکو نه‌تنها یک هنر رزمی، بلکه یک سبک زندگی است که بر رشد جسمی و ذهنی تأکید دارد. این سبک ترکیبی از قدرت، تکنیک و فلسفه است و مبارزان را برای مواجهه با چالش‌های زندگی آماده می‌کند.

## تاریخچه
دای‌دو جوکو در سال ۱۹۸۱ توسط تاکاشی آزوما در ژاپن بنیان‌گذاری شد.

## مبارزه
دای‌دو جوکو رشته‌ای کاملاً غیر کنترلی و آزاد می‌باشد که ترکیبی از بوکس، جودو و کاراته کیوکوشین می‌باشد. در این رشته، ضربه زدن با آرنج، زانو، کف دست و کشتی و حتی ضربه با سر نیز آزاد می‌باشد.

## کودو در ایران
کامرد اردلان، نماینده رسمی سازمان جهانی کودو (دای‌دو جوکو) در ایران و رئیس کمیته کودو می‌باشند.